# Salacia whytei
Salacia whytei är en benvedsväxtart som beskrevs av Ludwig Eduard Theodor Loesener. Salacia whytei ingår i släktet Salacia och familjen Celastraceae.

## Underarter
Arten delas in i följande underarter:
- S. w. toussaintii
- S. w. vermoeseniana